# Reproducción asistida en el Islam
Reproducción asistida en el islam se refiere a la posición oficial del Islam con respecto a las técnicas de tratamiento de la esterilidad o infertilidad que conllevan una manipulación artificial de gametos, como la inseminación artificial, fecundación in vitro y transferencia de embriones.
La religión islámica se divide en dos ramas principales: los sunníes (tradcionales) y los chiíes (seguidores del yerno de Mahoma), y ambas ramas no comparten las mismas posturas respecto a la reproducción asistida.

## Límites del matrimonio legítimo
Según la Sharia el Islam admite la reproducción asistida siempre y cuando esta sea realizada entre los cónyuges legítimos.
La inseminación artificial, la fecundación in vitro y otras técnicas de reproducción asistida, están permitidas para realizar lo que el islam recomienda, la procreación y la descendencia que están entre los objetivos principales del matrimonio. Siempre y cuando el tratamiento se realice dentro del matrimonio entre esposos legítimamente casados, no hay prohibición expresa de ninguna de las técnicas existentes. En caso contrario se considera adulterio. 

## Donación de esperma
El islam no reconoce la donación de esperma porque no acepta este tipo de tratamientos en mujeres solteras o en parejas de lesbianas. Tampoco lo acepta dentro del matrimonio. El islam ordena la conservación de la línea genealógica para que el hombre tenga bien claro su origen. Un aporte de esperma proveniente de otro varón que no fuera el esposo constituiría una trasgresión y una grave violación a la ley de Dios (se considera adulterio). El adulterio y la inseminación artificial con semen que no sea del esposo son similares en naturaleza y efecto, es decir, en ambos casos el vientre que pertenece exclusivamente al esposo es intencionalmente inseminado por un extraño.
No se permite tampoco en ningún caso que la mujer utilice semen criopreservado de su marido para tener otro hijo si el marido ha fallecido. 
Se perderían las genealogías y el islam hizo obligatorio conservar la pureza y la solidez del árbol genealógico.
lbn Abbás dijo: 
«Quien se atribuye a otro que no sea su padre y quien se aproxima a quienes no son sus allegados, ambos son maldecidos por Aláh, por los ángeles y por toda la gente. Cualquier mujer que introduce en la genealogía de una familia a alguien que no es de ellos no merece la misericordia de Allah y El no la hará entrar en el Paraíso.»
No sólo se prohíbe la donación de esperma, también se prohíbe la donación de testículos o tejido testicular: un varón no podrá donar sus testículos, aunque hacerlo no le signifique morir, porque las células sexuales son las que inician la procreación y la descendencia de una persona está en sus células sexuales. Los hijos del esposo receptor tendrían los cromosomas del varón que  donó y los niños heredarán las características genéticas del donante por lo que el donante vendría a ser el padre biológico de los niños según el islam.
En los casos de fecundación in vitro es condición obligatoria que la misma sea sólo entre el semen del esposo y el óvulo de la esposa y que el óvulo fecundado se deposite en el útero de la esposa, quedando totalmente prohibido que se lo deposite en el vientre de otra mujer.

## Donación de óvulos
Está prohibido que se produzca entre el semen del esposo y el óvulo de otra mujer y que el óvulo fecundado se introduzca en el útero de la esposa. También está prohibido que la fecundación sea producida con el semen de otro hombre que no sea el esposo, aunque el óvulo fecundado se deposite en el útero de la esposa.

## Maternidad subrogada
En cuanto a la maternidad subrogada está prohibida si la «madre sustituta» es ajena a la pareja y el óvulo no proviene de la mujer casada.
En el islam que reconoce la poligamia - en ciertas condiciones y practicada en la mayoría de los países musulmanes, salvo Túnez -, se acepta siempre y cuando la esposa portadora o «madre sustituta» podrá ser la segunda esposa del esposo que dio su esperma para la fecundación del óvulo proveniente de la primera esposa. El motivo de esto es la necesidad de conocer a la donante de manera que se excluya el incesto y se asegure al niño la filiación legítimamente prescrita por el derecho musulmán. Sobre este hecho existe controversia ya que, los hombres contraen matrimonio con una segunda esposa con el único fin de tener un hijo y después, se divorcian.

## Cuestiones éticas

### Destrucción de óvulos fecundados adicionales
Para la insemianción artificial suelen extraerse un número variable de óvulos, y muchos de ellos son fecundados con los espermatozoides del marido, pero solo uno  es implantado en el útero de la mujer. Por tanto, si este primer intento falla, se utilizan los otros óvulos fecundados. 
Pero respecto a los óvulos fecundados adicionales, de acuerdo con la ley islámica, no habría problema en destruir el óvulo fecundado adicional (siempre que pase por un Comité Ético y así lo decidiera la pareja). Otra opción sería la congelación, proceso que también está permitido. 
Si se decide destruir, no constituiría un aborto. En el islam se entiende aborto como aquel que ocurre después de la implantación del embrión, por tanto este no sería el caso.

### Test genético preimplantacional (PGT, por sus siglas en inglés)
El Test Genético Preimplantacional detecta alteraciones genéticas y cromosómicas en los embriones previo a la transferencia embrionaria al útero mediante una biopsia embrionaria. Este test permite evitar la transmisión de enfermedades hereditarias potencialmente graves y principalmente está indicado en personas con riesgo aumentado respecto al riesgo basal. Hay 3 tipos fundamentales:
- PGT-A: detecta aneuploidías. Se realiza un cariotipo (examen de los cromosomas) cuando:
- Se sospecha que existe un índice de aneuploidía mayor que la media si se presentan antecedentes personales o familiares.
- Según la edad de la madre
- Según la edad del padre
- Tras abortos de repetición
- En situaciones de consanguinidad
- PGT-M: detecta enfermedades monogénicas. En este caso estudiamos el gen en concreto y se realiza por PCR. 
- PGT-Sr: detecta alteraciones estructurales como traslocaciones. Además, con el PGT-Sr podemos ver, por ejemplo: traslocaciones robertsonianas, transposiciones, inversiones, deleciones, inserciones, duplicaciones, etc. Se puede realizar mediante NGS (secuenciación masiva) o PCR. 
Tanto el PGT-M como el PGT-Sr se realizan una vez se sabe que existe una mutación, no de forma rutinaria. 
Pues bien, todos ellos están permitidos en el islam, por lo que se puede biopsiar y analizar genéticamente al embrión.